# Macradenia brassavolae
Macradenia brassavolae är en orkidéart som beskrevs av Heinrich Gustav Reichenbach. Macradenia brassavolae ingår i släktet Macradenia och familjen orkidéer. Inga underarter finns listade i Catalogue of Life.